# Gran Premio de Indianápolis

Gran Premio de Indianápolis en 2016

El Gran Premio de Indianápolis (en inglés: Grand Prix of Indianapolis o GMR Grand Prix) es una carrera de automovilismo que se corre en la ciudad de Indianápolis, Indiana, Estados Unidos desde el año 2014.
La carrera se lleva a cabo en un diseño más nuevo y modificado del circuito que se usó anteriormente para el Gran Premio de los Estados Unidos de Fórmula 1 y, más tarde, para el Gran Premio de Indianápolis de Motociclismo.
El Gran Premio de Indianápolis sirve como fecha previa a las 500 Millas de Indianápolis. Se llevan a cabo carreras de apoyo, incluidas las de Indy Lights, Indy Pro 2000 y U.S. F2000. De 2014 a 2016, la carrera fue conocida como el Gran Premio de Indianápolis, y de 2015 a 2016 fue patrocinada por Angie's List. Para 2017, se eliminó el patrocinio del título de Angie's List y el nombre de la carrera se cambió a IndyCar Grand Prix. Esto se hizo para reducir la confusión con la carrera anterior que era el Gran Premio de Fórmula 1 que solía celebrarse allí, y para enfatizar a los fanáticos que la carrera era parte de la IndyCar Series con sede en Estados Unidos.

## Historia

### Antecedentes
En 2012, Hulman & Co., entonces empresa matriz de Indianapolis Motor Speedway, contrató a Boston Consulting Group para evaluar sus operaciones comerciales. En su informe, una de sus sugerencias fue explorar la posibilidad de organizar una carrera de la IndyCarSeries en el autódromo de Indy. El moderno autódromo de grado uno de la FIA se inauguró en 2000 y se usó inicialmente para el Gran Premio de Estados Unidos de 2000 a 2007. Más tarde, se usó para Moto GP y Grand Am. El diseño del campo de golf interior fue diseñado originalmente en 1992 por Kevin Forbes durante la reconstrucción del campo de golf Brickyard Crossing. Ya había pasado por varias mejoras, sobre todo en 2008 cuando se agregó el segmento "Snake Pit" en el cuadro interior de la curva uno ovalada. Los autos de Indy nunca habían corrido en el diseño de un autódromo, limitándose únicamente al Circuito oval para las 500 Millas de Indianápolis, pero su serie de apoyo, las Indy Lights, había corrido allí cuatro veces. Ocasionalmente, los autos de Indy utilizaron el autódromo de Indianápolis como instalación de prueba, ya que muchos equipos tienen su sede en el área de Indianápolis. Dan Wheldon probó notablemente el chasis DW12 en el curso en septiembre de 2011.
En septiembre de 2013, se realizó una prueba de viabilidad de IndyCar en el Indianapolis Motor Speedway. La prueba arrojó resultados positivos. Inmediatamente comenzaron a crecer las especulaciones sobre una posible carrera para 2014, ya sea como un evento de "doble cartelera" en mayo con la Indy 500, o una carrera independiente en el otoño. La carrera inaugural se anunció el 1 de octubre de 2013 y estaba programada para principios de mayo. Se tomó la decisión de utilizar la pista en el sentido de las agujas del reloj y volver a trabajar en ciertas partes de la pista.

### Cambios
En octubre de 2013, se inició un proyecto de construcción para reconfigurar el trazado del autódromo con el fin de que el circuito fuera más competitivo, mejor para los fanáticos y más adecuado para los autos de Indy. Se repavimentó toda la parte de la ruta, mientras que se modificaron varios segmentos. La esquina uno del curso de la carretera se cambió a un giro de 90 grados con un bordillo elevado en el interior. La parte de la ruta dentro de la cuarta curva ovalada se revisó para evitar dos curvas lentas y alargó efectivamente la recta trasera de Hulman Boulevard. Al final de Hulman Blvd. En la recta trasera, una nueva esquina izquierda de 90 grados conduce a una nueva serie de giros más rápidos detrás del Museo. En lugar de seguir la curva 13 original (curva ovalada 1) como lo hizo el Gran Premio de Estados Unidos., el circuito de IndyCar imita el circuito de motocicletas y utilizó el complejo interior "Snake Pit". Dos de las curvas más estrechas y cerradas (utilizadas por las motocicletas) se pasaron por alto y se reemplazaron con un solo giro a la derecha de 90 grados que conducía a la entrada al pit. La nueva distancia del recorrido mide 2,439 millas (3,925 km).

### Calendario
Desde 2014-19, y nuevamente desde 2021, el Gran Premio de IndyCar se programó para el sábado dos semanas antes de las 500 Millas de Indianápolis. La carrera sirve efectivamente como un "fin de semana de apertura" para las actividades del mes de mayo en el Speedway. La carrera es el sábado que una vez se usó para el día de la pole Indy 500 (1952–1997 y 2001–2009), y en otros años el día de apertura de la práctica (1998–2000 y 2010–2013).
Se seleccionó el sábado para la carrera debido al hecho de que el domingo dos semanas antes de la Indy 500 suele ser el Día de la Madre (un día que los deportes de motor suelen evitar). Además, la pista está cerrada el domingo para permitir que las cuadrillas vuelvan a convertir la pista al diseño ovalado, y para permitir que los equipos conviertan sus autos de la configuración de circuito continuo a la configuración ovalada. La práctica para la Indy 500 en el óvalo comienza el día siguiente, lunes o martes.
El 6 de abril de 2020, la IndyCar Series anunció que, como parte de las revisiones de la temporada 2020 debido a la pandemia de COVID-19, agregaría un tercer evento en el Indianapolis Motor Speedway al calendario conocido como IndyCar Harvest GP. Más tarde, se amplió para convertirse en una doble cartelera del 2 al 3 de octubre. Su nombre rinde homenaje al Harvest Auto Racing Classic y sirvió como un evento de apoyo que acompañó a las 8 Horas de Indianápolis inaugurales del circuito Intercontinental GT Challenge. Fue la segunda carrera en un autódromo en IMS para la temporada 2020, junto con el GMR Grand Prix (que se trasladó al 4 de julio como parte del fin de semana de las 400 Millas de Brickyard de NASCAR).
Para 2021, el GMR Grand Prix volvió a su fecha normal a principios de mayo, y continuó la reunión inducida por la pandemia que se llevó a cabo durante el fin de semana de NASCAR Verizon 200. Durante el fin de semana de NASCAR, la carrera es un evento del sábado temprano en la tarde con el NASCAR Xfinity Shell 150 como broche de la noche. Big Machine Records patrocinó el primer evento.
El 29 de abril de 2022, Arthur J. Gallagher & Co. fue nombrado patrocinador de la carrera de fin de semana de NASCAR.

## Ganadores
| Año  | Nombre oficial                          | Piloto          | Automóvil         | Equipo      |
| ---- | --------------------------------------- | --------------- | ----------------- | ----------- |
| 2014 | Grand Prix of Indianapolis              | Simon Pagenaud  | Dallara-Honda     | Sam Schmidt |
| 2015 | Angie's List Grand Prix of Indianapolis | Will Power      | Dallara-Chevrolet | Penske      |
| 2016 | Angie's List Grand Prix of Indianapolis | Simon Pagenaud  | Dallara-Chevrolet | Penske      |
| 2017 | IndyCar Grand Prix                      | Will Power      | Dallara-Chevrolet | Penske      |
| 2018 | IndyCar Grand Prix                      | Will Power      | Dallara-Chevrolet | Penske      |
| 2019 | IndyCar Grand Prix                      | Simon Pagenaud  | Dallara-Chevrolet | Penske      |
| 2020 | GMR Grand Prix                          | Scott Dixon     | Dallara-Honda     | Ganassi     |
| 2020 | INDYCAR Harvest GP                      | Josef Newgarden | Dallara-Chevrolet | Penske      |
| 2020 | INDYCAR Harvest GP                      | Will Power      | Dallara-Chevrolet | Penske      |
| 2021 | GMR Grand Prix                          | Rinus VeeKay    | Dallara-Chevrolet | Carpenter   |
| 2021 | Big Machine Spiked Coolers Grand Prix   | Will Power      | Dallara-Chevrolet | Penske      |
| 2022 | GMR Grand Prix                          | Colton Herta    | Dallara-Honda     | Andretti    |
| 2022 | Gallagher Grand Prix                    | Alexander Rossi | Dallara-Honda     | Andretti    |
| 2023 | GMR Grand Prix                          | Álex Palou      | Dallara-Honda     | Ganassi     |
| 2023 | Gallagher Grand Prix                    | Bandera de ?    |                   |             |

### Carreras soporte

#### Indy NXT

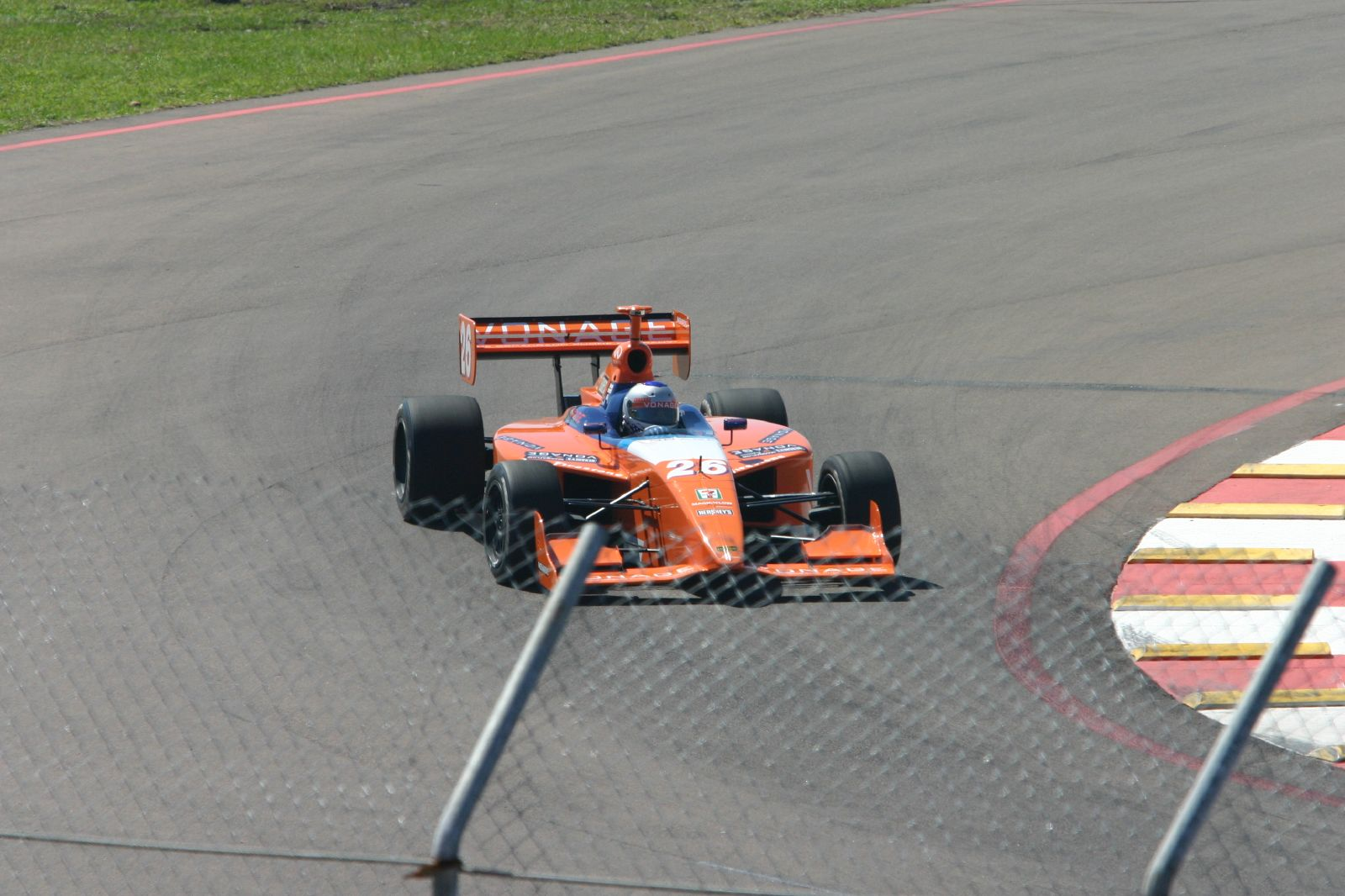
En 2005, Marco Andretti ganó la primera carrera de Indy Lights.

| Año        | Piloto                                            |
| ---------- | ------------------------------------------------- |
| 2005       | Marco Andretti                                    |
| 2006       | Alex Lloyd                                        |
| 2007       | Hideki Mutoh                                      |
| 2007       | Bobby Wilson                                      |
| 2008- 2013 | No se disputó.                                    |
| 2014       | Matthew Brabham                                   |
| 2014       | Luiz Razia                                        |
| 2015       | Jack Harvey                                       |
| 2015       | Sean Rayhall                                      |
| 2016       | Ed Jones                                          |
| 2016       | Dean Stoneman                                     |
| 2017       | Nico Jamin                                        |
| 2017       | Kyle Kaiser                                       |
| 2018       | Colton Herta                                      |
| 2018       | Colton Herta                                      |
| 2019       | Robert Megennis                                   |
| 2019       | Rinus VeeKay                                      |
| 2020       | No se disputó a causa de la pandemia de COVID-19. |
| 2021       | Linus Lundqvist                                   |
| 2021       | David Malukas                                     |
| 2022       | Danial Frost                                      |
| 2022       | Linus Lundqvist                                   |
| 2023       | Matteo Nannini                                    |

#### USF Pro 2000
| Año  | Piloto              |
| ---- | ------------------- |
| 2014 | Scott Hargrove      |
| 2014 | Scott Hargrove      |
| 2015 | Weiron Tan          |
| 2015 | Timothé Buret       |
| 2015 | Santiago Urrutia    |
| 2016 | Patricio O'Ward     |
| 2016 | Patricio O'Ward     |
| 2017 | Victor Franzoni     |
| 2017 | Victor Franzoni     |
| 2018 | Harrison Scott      |
| 2018 | Parker Thompson     |
| 2019 | Rasmus Lindh        |
| 2019 | Rasmus Lindh        |
| 2020 | Sting Ray Robb      |
| 2020 | Sting Ray Robb      |
| 2020 | Sting Ray Robb      |
| 2021 | Christian Rasmussen |
| 2021 | Artem Petrov        |
| 2021 | Christian Rasmussen |
| 2022 | Salvador de Alba    |
| 2022 | Reece Gold          |
| 2022 | Louis Foster        |
| 2023 | Ricardo Escotto     |
| 2023 | Joel Granfors       |

#### Campeonato Nacional U.S. F2000
| Año  | Piloto               |
| ---- | -------------------- |
| 2014 | Will Owen            |
| 2014 | Adrian Starrantino   |
| 2015 | Nico Jamin           |
| 2015 | Nico Jamin           |
| 2016 | Anthony Martin       |
| 2016 | Parker Thompson      |
| 2017 | Oliver Askew         |
| 2017 | Oliver Askew         |
| 2018 | Alexandre Baron      |
| 2018 | Kyle Kirkwood        |
| 2019 | Braden Eves          |
| 2019 | Braden Eves          |
| 2020 | Eduardo Barrichello  |
| 2020 | Eduardo Barrichello  |
| 2020 | Reece Gold           |
| 2021 | Yuven Sundaramoorthy |
| 2021 | Yuven Sundaramoorthy |
| 2021 | Kiko Porto           |
| 2022 | Alex Quinn           |
| 2022 | Alex Quinn           |
| 2022 | Alex Quinn           |
| 2023 | Sam Corry            |
| 2023 | Simon Sikes          |
| 2023 | Lochie Hughes        |